# Attmars församling
Attmars församling var en församling i Medelpads kontrakt i Härnösands stift. Församlingen ligger i Sundsvalls kommun i Västernorrlands län, Medelpad. 2016 uppgick församlingen i Tuna-Attmars församling.

## Administrativ historik
Församlingen har medeltida ursprung.
Församlingen var till 1892 annexförsamling i Tuna och Attmar. Denna utökades omkring 1400 till 1 mars 1858 med Stöde församling. Från 1892 till 2016 utgjorde församlingen ett eget pastorat. 2016 uppgick församlingen i Tuna-Attmars församling.

## Kyrkor
- Attmars kyrka